# جيم بولغر
جيم بولغر (بالإنجليزية: Jim Bolger)‏ (و. 1935  م) هو سياسي، ودبلوماسي، وفلاح نيوزيلندي.

## مناصب
تولى منصب رئيس وزراء نيوزيلندا (2 نوفمبر 1990–8 ديسمبر 1997)
- زعيم المعارضة (26 مارس 1986–2 نوفمبر 1990)
- عضو مجلس النواب نيوزيلندا
- سفير.

## التعليم
تعلم في Opunake High School ‏.

## جوائز
حصل على جوائز منها:
- نيشان نيوزيلندا.

## روابط خارجية
- جيم بولغر على موقع الموسوعة البريطانية (الإنجليزية)
- جيم بولغر على موقع مونزينجر (الألمانية)
- جيم بولغر على موقع إن إن دي بي (الإنجليزية)